# Bad Kleinkirchheim
Bad Kleinkirchheim osztrák község Karintia Spittal an der Drau-i járásában. 2017 januárjában 1708 lakosa volt. A gyógyüdülőként, fürdővárosként és síterepként is ismert Bad Kleinkirchheim mind a nyári, mind a téli szezonban Ausztria húsz leglátogatottabb üdülőhelye között található.

## Elhelyezkedése

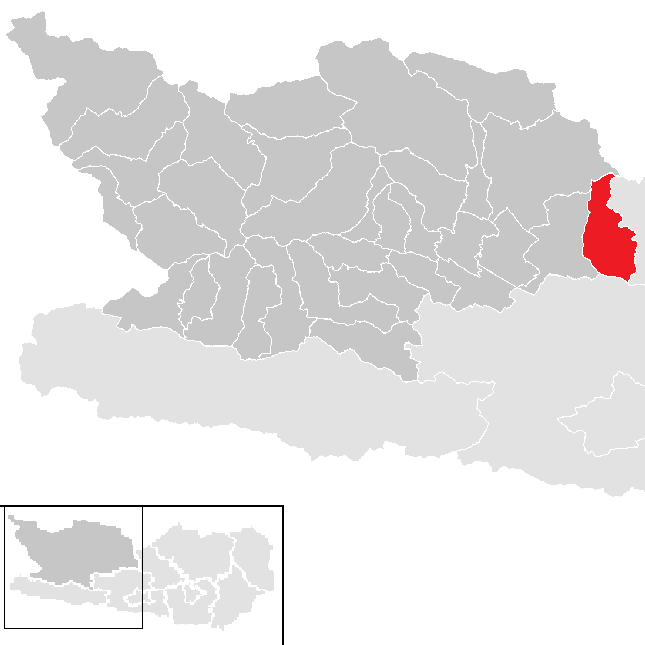
Bad Kleinkirchheim a Spittali járásban

Bad Kleinkirchheim Karintia északi részén fekszik a Gurktali-Alpokban egy mintegy 5 km hosszú, kelet-nyugat irányú völgyben a Millstatti-tó és a Gurk folyó között. Északi és déli irányban a hegyek viszonylag meredeken akár 2000 méterig is szökhetnek, így a szomszédos településekkel való közlekedési kapcsolata a B 88 főútra (ún. Kleinkirchheimer Straße) korlátozódik. Legmagasabb pontja a 2331 méteres Klomnock-csúcs. Egyéb jelentős hegycsúcsok a Wöllaner Nock (2145 m), a Mallnock (2215 m), a Falkert (2308 m) vagy a Moschelitzen (2305 m). Területének (amelynek 35%-a alpesi legelő, 28%-a erdő) egy kisebb, északi része a Nockberge Nemzeti Parkhoz tartozik. A Kleinkirchheimi-völgy (ahol a város elterül) tipikus gleccservölgy, amely az utolsó eljegesedés során alakult ki.
Az önkormányzat három katasztrális községben 9 falut fog össze (2015. januári népességadatok):
| Kleinkirchheim       | Sankt Oswald       | Zirkitzen        |
| Aigen (lakosság: 42) | Sankt Oswald (154) | Rottenstein (81) |
| Bach (247)           | Staudach (168)     | Zirkitzen (387)  |
| Kleinkirchheim (342) |                    |                  |
| Obertschern (118)    |                    |                  |
| Unterschern (135)    |                    |                  |

A környező települések: nyugatra Radenthein, északnyugatra Krems in Kärnten, keletre Reichenau, délnyugatra Feld am See.

## Története

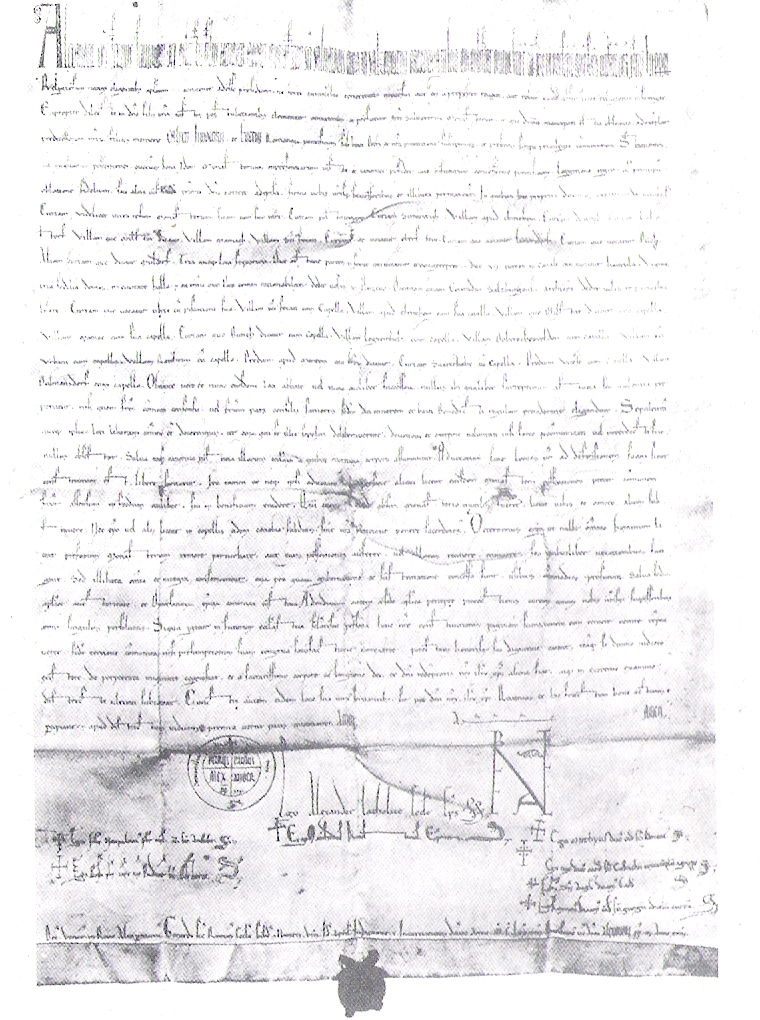
A Kirchheimet említő pápai levél 1177-ből

A félreeső, erdő borította Kleinkircheni-völgy az ókorban lakatlan maradt. A népvándorláskor végén, a 6. században szlávok telepedtek meg Karintiában, akik fokozatosan birtokba vették a kisebb völgyeket is. A 8. században a Frank Birodalom meghódította a szlávok államát és miután megszilárdították hatalmukat, a 9. század első felében bajor telepesek érkeztek, többek között a mai község területére is.
A település és a nevét adó templom alapításának ideje nem ismert. Nevének első említése II. Konrád salzburgi érsek egy 1166-os adományozó okleveléből származik "Chirchem" formában. A helységet III. Sándor pápa egy 1177-s levele is megemlíti. A Szt. Ulriknak szentelt templom valószínűleg jóval korábbi, az ezredforduló előttről származik. A Kleinkirchheim nevet a 16. században kapta, hogy megkülönböztessék a Möll menten fekvő, hasonló nevű bányászfalutól, Großkirchheimtől.
A völgy első névről ismert birtokosa a bajor arisztokrata Aribo család volt, akik kiterjedt birtokaik miatt 977 után viszályba keveredtek a karintiai herceggel. A család egyik tagja, egy bizonyos Poto von Pottenstein állítólag már a 11. században ismerte a völgy forrásának gyógyító hatását és itt kúrálta csatában szerzett sebeit. A legenda szerint ő adományozta a forrást az általa 1070 körül alapított millstatti apátságnak. Sankt Oswald 1197-ben került a kolostorhoz. A falvak ezután egészen a kolostor 1773-as bezárásáig Millstatt birtokában maradtak.

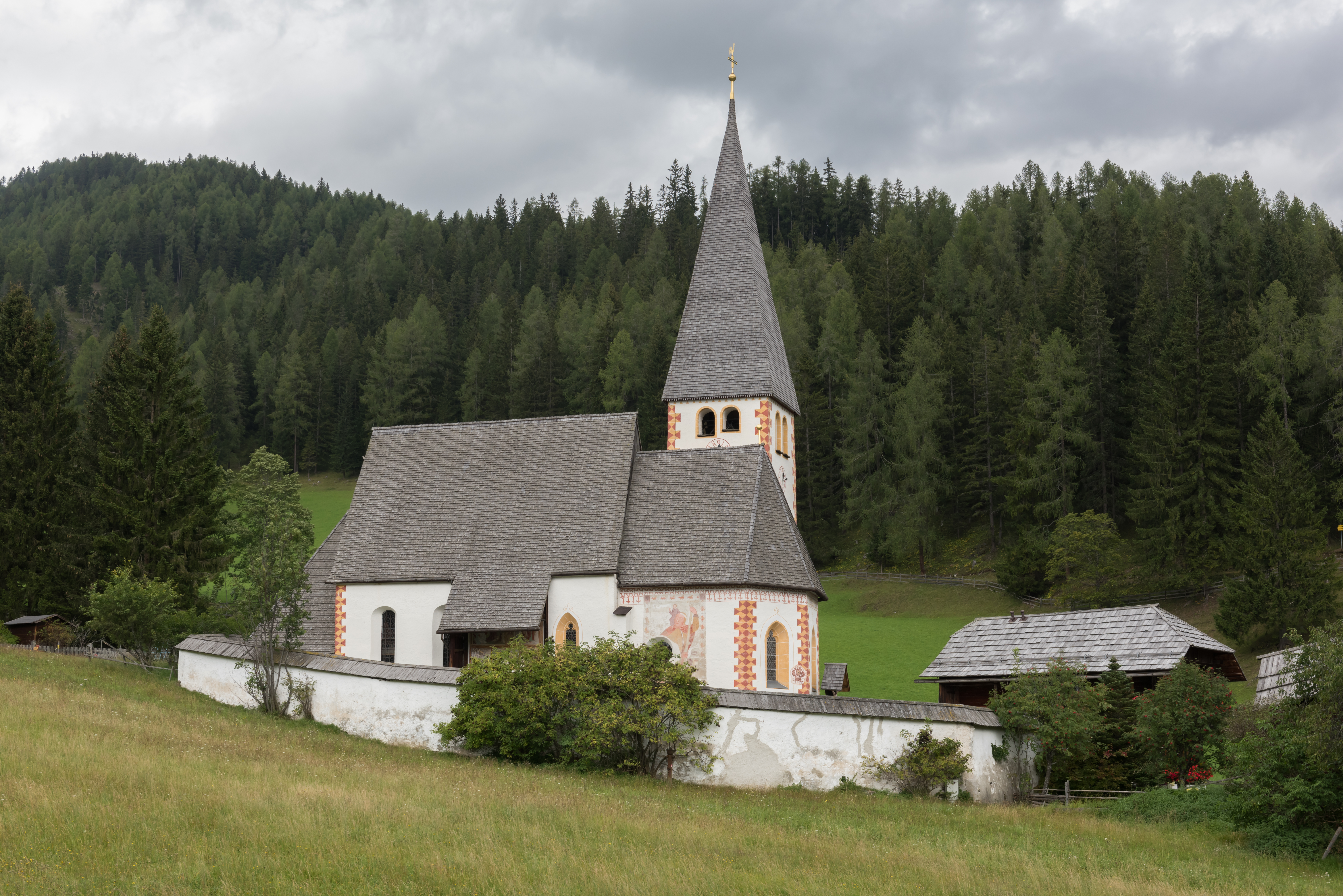
Skt. Oswald temploma

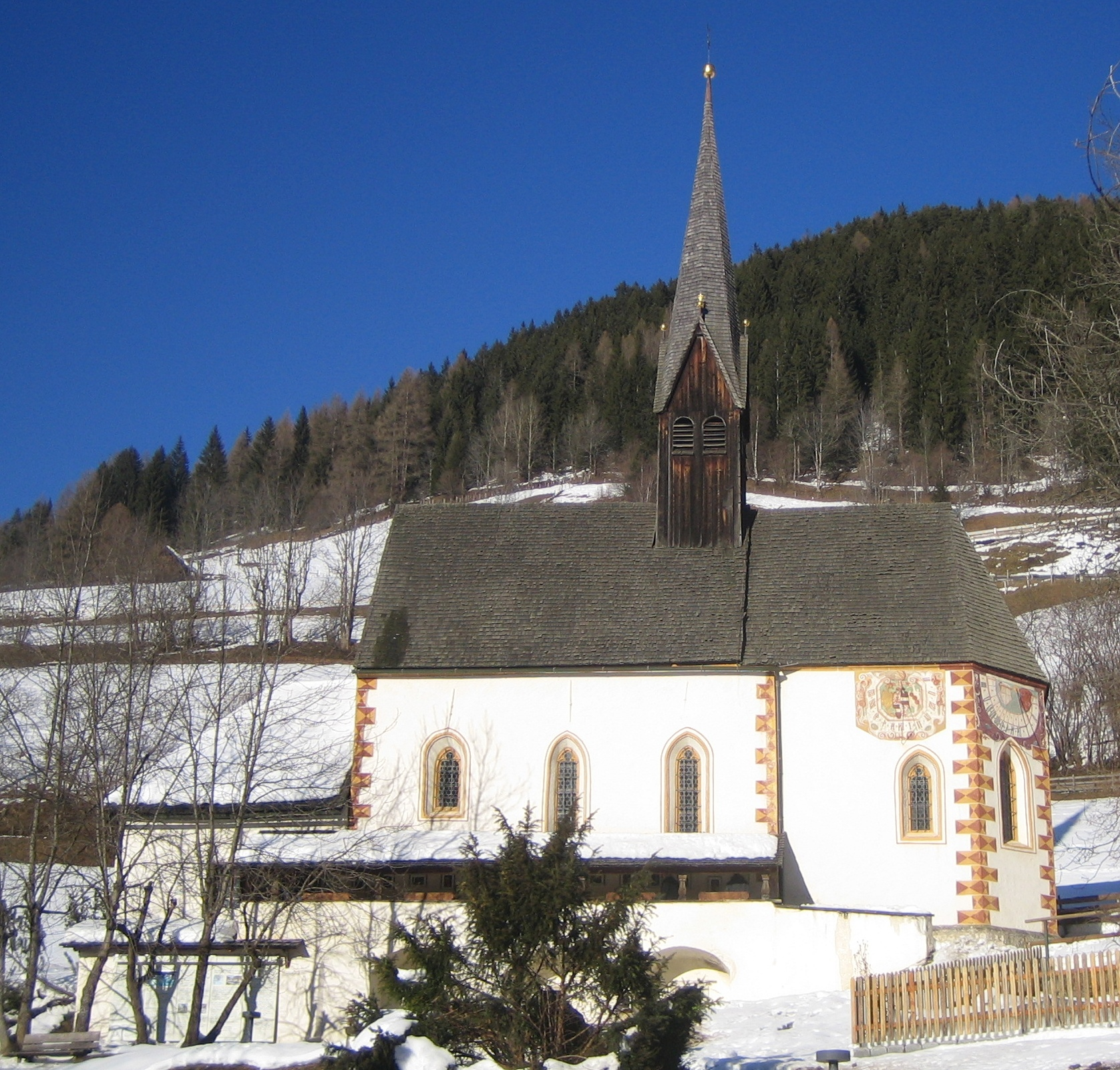
A Szt. Katalin-templom

A millstatti bencés kolostort III. Frigyes császár 1469-ben felszámolta és az épületeket és földbirtokokat (közte Kleinkirchheimet) a II. Pál pápa jóváhagyásával alapított Szent György Lovagrendnek adományozta. A lovagrend fő feladata Karintia törökök elleni védelme volt, de amikor azok az 1470-es években betörtek az országrészbe, a lovagok behúzódtak saját erődjeikbe. 1478-ban a törökök Kleinkirchheimig is eljutottak és több házat felgyújtottak, de a fegyvert fogó parasztok meg tudták védeni a falut. 1480-ban Mátyás magyar király szállta meg Karintiát (és a települést), amely a király 1490-es haláláig tartott.
A Szent György Lovagrend a 16. században eljelentéktelenedett, a kolostort (és Kleinkirchheimet) pedig 1598-ban a jezsuiták kapták meg, akiket II. Ferdinánd császár a jelentős mértékben protestánssá vált lakosság rekatolizálásával bízott meg. A protestánsokat száműzéssel fenyegették, sokan színleg felvették a katolikus vallást, de titokban korábbi hitüket követték. Kleinkirchheimben az üldöztetés ellenére igen magas maradt az evangélikusok aránya.
1773-ban pápai rendelettel felszámolták a jezsuita rendet, 1781-ben pedig II. József türelmi rendeletével a katolikusokkal közzel egyenlő jogokat biztosított a protestánsoknak. Kleinkirchheimben az utóbbiak nem éltek annyian (a rendelet 400 fő fölött húzta meg a határt), hogy saját imaházat építhessenek ezért ekkor Feld am See egyházközségéhez csatlakoztak.
A napóleoni háborúk során a francia hadsereg 1797-ben, 1799-ben és 1805-ben is elérte Karintiát, majd 1809-ben a schönbrunni béke következtében Nyugat-Karintia a francia Illír tartományokhoz került. Kleinkirchheim éppen a megszállt zónába került; a határ néhány kilométerrel tőle keletre húzódott. Napóleon bukása után, 1814-ben a régió visszakerült Ausztriához.
Az 1848-as bécsi forradalom következtében eltörölték a feudális kötelezettségeket, Karintiát önálló tartományi parlamenttel rendelkező koronatartománnyá szervezték át és megalakultak a községi és városi önkormányzatok. A többi osztrák községhez hasonlóan Kleinkirchheim tanácsa is 1850-ben alakult meg. Az önkormányzat határai azóta gyakorlatilag nem változtak. A község első polgármesterévé Franz Ebnert választották, aki 16 éven át megmaradt hivatalában. 1885-ben megalakult az önkéntes tűzoltóbrigád és ugyanebben az évben megnyílt a postahivatal is (korábban a 20 km-re lévő Millstattban volt a legközelebbi posta).

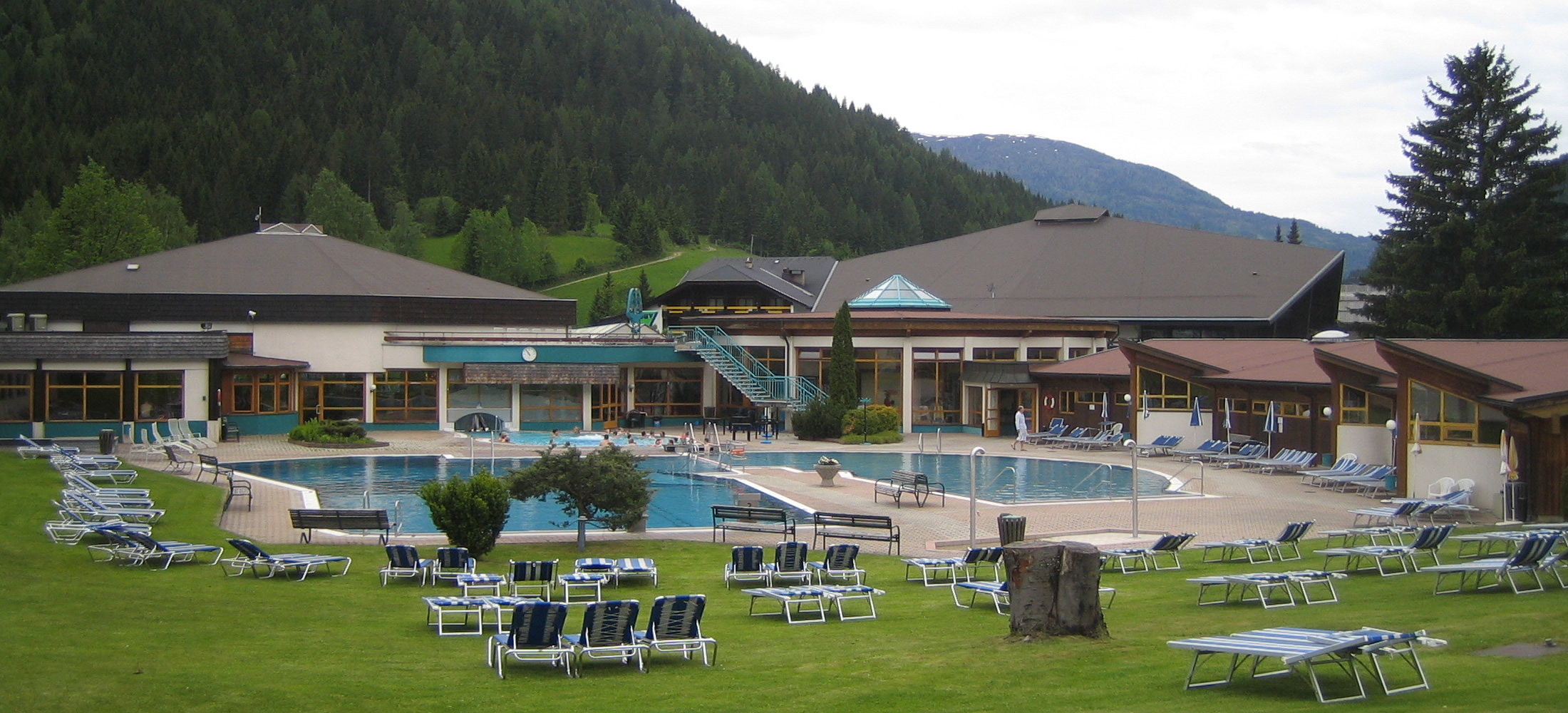
A Szt. Katalin-termálfürdő

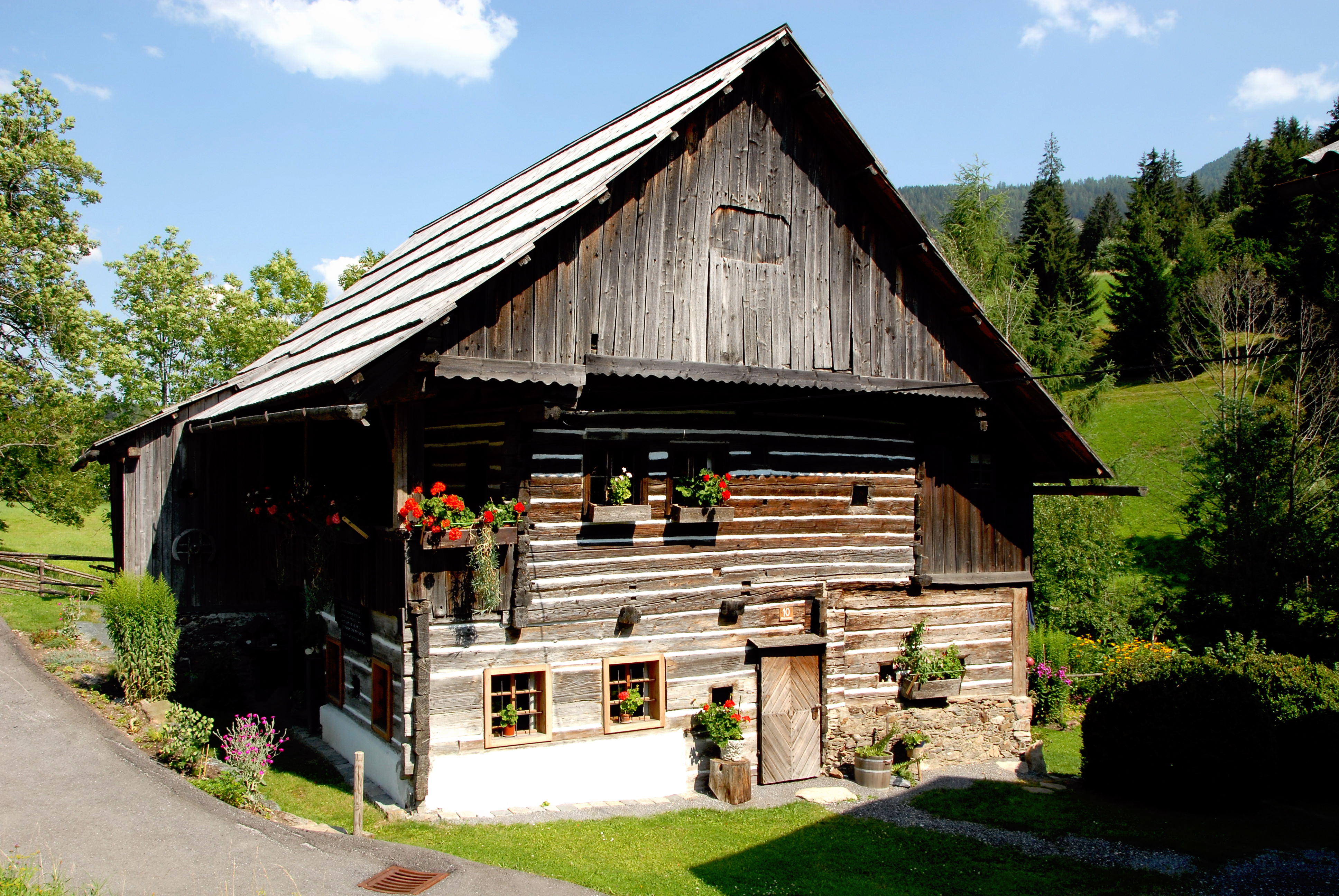
Hagyományos faház

A gyógyhatású kleinkirchenheimi melegvízű forrás fölé már 1492-ben épített az apátság egy Szt. Katalinnak szentelt kápolnát. 1670-re már fürdőt létesítettek a forrásra alapozva, ahol 1762-ben háromhetes gyógykúrákat tartottak. 1831-ben már különböző árkategóriájú szállások álltak a fürdővendégek rendelkezésére. 1909-ben Hans Ronacher vásárolta meg a fürdőt, aki ötvenágyas szállodát is épített mellé. A fürdőhöz vezető vasút terveit először az első világháború, majd az ezt követő gazdasági válság hiúsította meg. A fürdőt 1922-ben nyitották meg újra és a település egyre inkább a turizmusra és az üdülőkre kezdte alapozni gazdasági életét. 1928-ban megindult az első menetrend szerinti buszjárat Spittalból. 1936-ban az 1100 lakosú község már 400 turistát volt képes elszállásolni.
A második világháború után 1946-ban árvíz sodorta el a radentheini utat, így annak 1949-es kijavításáig csak lovas szekérrel lehetett elérni a települést. 1957-ben a téli turizmus fejlesztése érdekében megnyílt Karintia akkori leghosszabb, 620 méteres sífelvonója. A következő években összesen 26 felvonót építettek ki és a sípályák együttes hossza Kleinkirchheim környékén elérte a 100 kilométert. 1977-ben a tartományi kormányzat hivatalosan is termálfürdővé nyilvánította a fürdőt és a község felvette a Bad Kleinkirchheim nevet. A település ma Karintia egyik legnépszerűbb üdülőhelye, 2000-ben a vendégéjszakák száma elérte a 900 ezret.

## Lakosság
A Bad Kleinkirchheim-i önkormányzat területén 2017 januárjában 1708 fő élt, ami némi visszaesést jelent a 2001-es 1863 lakoshoz képest. Akkor a helybeliek 93,4%-a volt osztrák, 1,4% német, 3,2% pedig a volt Jugoszlávia államainak polgára. 95,2% a németet, 1,8% a szerb, 1% pedig a horvát nyelvet jelölte meg anyanyelvének. 62,3%-uk katolikusnak, 30,8% evangélikusnak, 2% ortodox kereszténynek, 0,8% mohamedánnak, 3,5% pedig felekezeten kívülinek vallotta magát.

## Látnivalók
- a Bad Kleinkirchheim-i termálfürdő

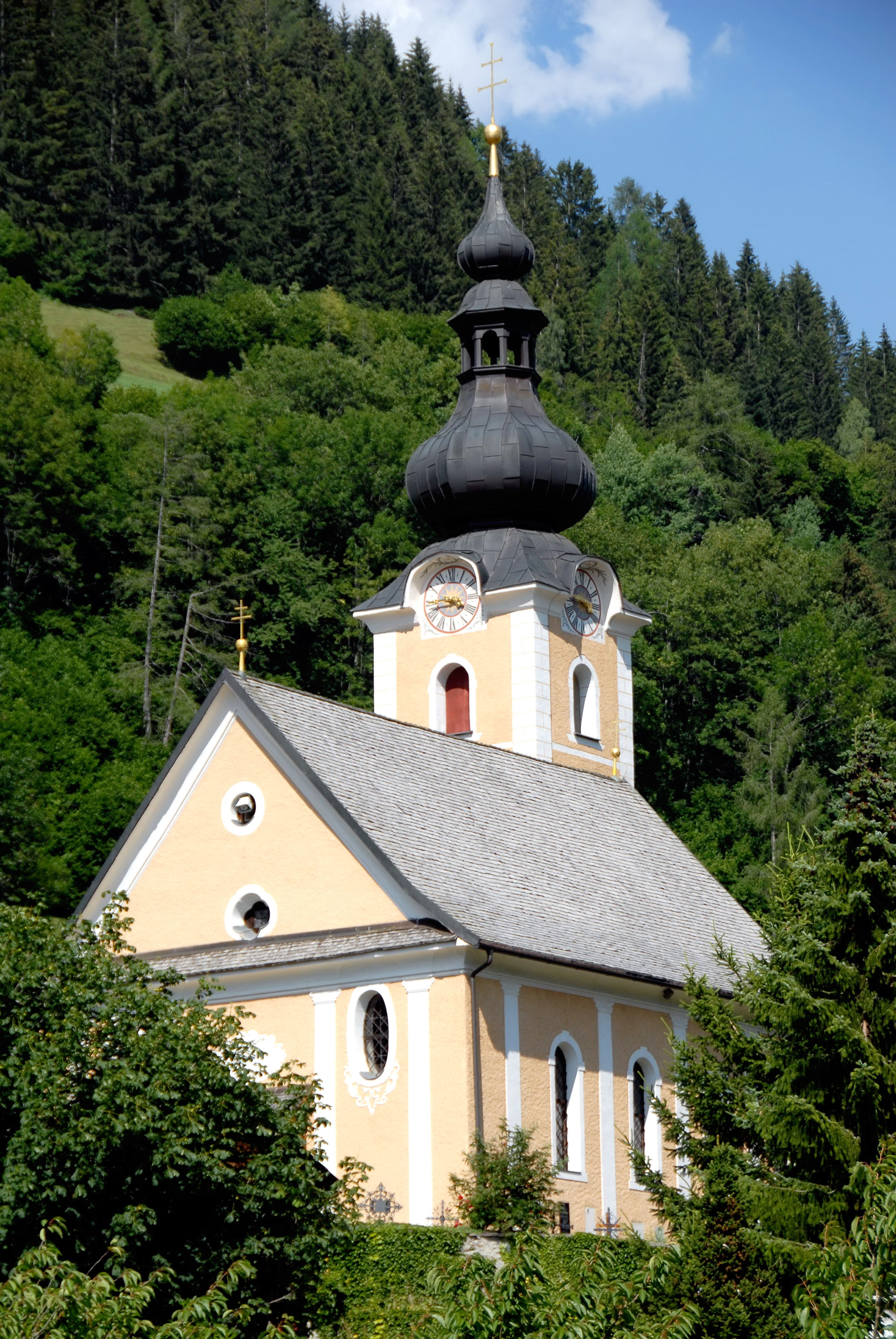
A Szt. Ulrik-templom

- a sípályák közül több világkupa-futamok lebonyolítására is alkalmas pl. 2007-ben és 2012-ben rendeztek itt futamokat. A FIS K 70 lesiklópálya 3200 m hosszú, szintkülönbsége 842 méter.
- a Szt. Ulrik-plébániatemplomot 1000 körül alapították, először 1166-ban említik. Az eredeti román stílusú épületet gótikus formában átépítették, majd miután egy villámcsapástól 1710-ben leégett, a jezsuiták barokk templomot húztak fel a helyébe.
- a Szt. Katalin-templom 1492-ben készült késő gótikus épület.
- Sankt Oswald késő gótikus Szt. Oszvald-plébániatemploma 1510 körül épült, öt freskója 1514-ből származik.
- a lutheránus templom fából készült 1938-ban
- a községben több helyütt megmaradtak a hagyományos népi építészetet képviselő csűrök és vízimalmok.
- az 1995 óta megrendezett szabadtéri nép- és slágerzene-fesztivál ("Wenn die Musi spielt") az egyik legnagyobb hasonló rendezvény német nyelvterületen.

## Fordítás
- Ez a szócikk részben vagy egészben  a   Bad Kleinkirchheim című német Wikipédia-szócikk ezen változatának fordításán alapul.  Az eredeti cikk szerkesztőit annak laptörténete sorolja fel. Ez a jelzés csupán a megfogalmazás eredetét és a szerzői jogokat jelzi, nem szolgál a cikkben szereplő információk forrásmegjelöléseként.